# Steve Drew
Steve Drew (Vista, 27 marzo 1973) è un pilota motociclistico statunitense ex-crossista, partecipante al campionato AMA Supermoto dove ha vinto il titolo Unlimited nel 2008.
Dal 2006 corre nel Team KTM Rockstar Hart & Huntington, dal 2009 supportato dal Team Mach1 Motorsports.

## Palmarès
- 2003: 21º posto Campionato AMA Supermoto (su Honda)
- 2003: 11º posto Campionato AMA Supermoto Unlimited (su Honda)
- 2004: 8º posto Campionato AMA Supermoto (su Honda)
- 2004: 4º posto X-Games Supermoto di Los Angeles (su Honda)
- 2005: 7º posto Campionato AMA Supermoto (su Suzuki)
- 2005: 8º posto X-Games Supermoto di Los Angeles (su Suzuki)
- 2006: 10º posto Campionato AMA Supermoto (su KTM)
- 2006: 17º posto X-Games Supermoto di Los Angeles (su KTM)
- 2007: 5º posto Campionato AMA Supermoto (su KTM)
- 2007: 7º posto X-Games Supermoto di Los Angeles (su KTM)
- 2008: Campione AMA Supermoto Unlimited (su KTM) [1]
- 2008: 4º posto X-Games Supermoto di Los Angeles (su KTM)
- 2009: 2º posto Campionato AMA Supermoto Unlimited (su KTM)
- 2009: 17º posto X-Games Supermoto di Los Angeles (su KTM)